# Saopha
Saopha (szan ၸဝ်ႈၾႃႉ; birm. စော်ဘွား, /sɔ̀ bwá/; zapisywane także jako Chaofa lub Sawbwa) – tytuł monarszy używany przez dziedzicznych władców absolutnych Państw Szanów.
Słowo saopha oznacza w języku szan „Pana Nieba”. Żony saopha tytułowano Mahadevi.

## Pozycjasaophana przestrzeni wieków

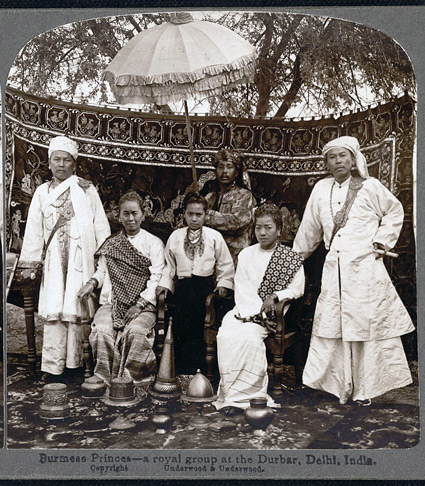
Dwaj szańscy saopha podczas wizyty w Delhi; Indie, rok 1903

Najdawniejsza historia kształtowania się urzędu i pozycji saopha pozostaje nieznana ze względu na brak wiarygodnych źródeł pisanych – zachowane do dziś kroniki Szanów pochodzą głównie z XIX wieku (najstarszą, której kopia pochodzi z końca XVIII wieku, spisano prawdopodobnie w roku 1527), a ich autorzy nie przywiązywali większego znaczenia do dokładności dat opisywanych wydarzeń. Kroniki te wywodzą rodowody saopha z klanu Buddy. Jednym z nielicznych starszych źródeł jest inskrypcja na dzwonie Pagody Shwezigon z 1557 roku mówiąca m.in. o wydanym przez birmańskiego króla Bayinnaunga zakazie grzebania niewolnic i niewolników wraz ze zmarłymi saopha.
W okresach zależności państw Szanów od państwa birmańskiego saopha pozostawali władcami podległych sobie ziem pozostając w stosunku wasalnym do królów Birmy, z zachowaniem własnej administracji. W tym okresie synowie saopha kształcili się na birmańskich dworach w Ava i, później, w Mandalaj, a szańskie księżniczki zostawały często żonami birmańskich władców. Intensywna wymiana kulturalna powodowała, że z biegiem czasu dwory saopha wzorowały się w coraz większym stopniu na dworze birmańskim – zarówno pod względem organizacji, jak mi panujących na nich zwyczajów.

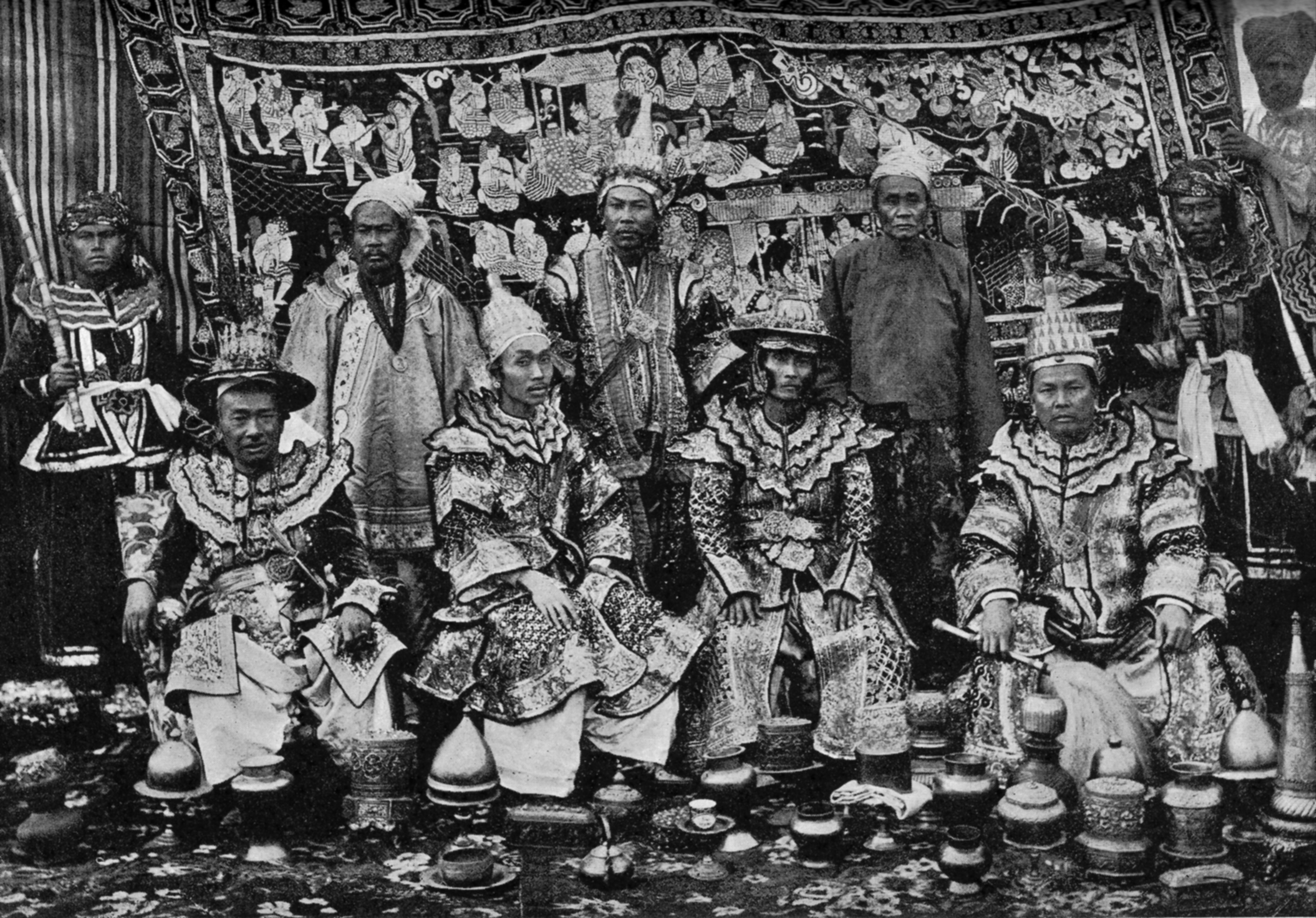
Szańscy i kareńscy władcy w roku 1903 : w tylnym rzędzie Karenowie, w rzędzie przednim siedzą saopha Mongpawn, Kengtungu, Mongnai i Nyaungshwe

Także w okresie brytyjskich rządów kolonialnych w Birmie saopha utrzymali swoją władzę, byli jedynie zmuszeni do zawierania z Brytyjczykami układów, które umożliwiały tym ostatnim pośrednie sprawowanie kontroli nad ziemiami Szanów. Podobne rozwiązanie zastosowali Brytyjczycy zresztą również w stosunku do innych terytoriów należących do tzw. Obszarów Pogranicza (ang. Frontier Areas). Brytyjscy urzędnicy angażowali się aktywnie zwłaszcza w tworzenie systemu prawnego i kwestie polityki zagranicznej, pozostałe sfery rządów pozostawiając zasadniczo w rękach miejscowych władców.
W trakcie II wojny światowej, podczas japońskiej okupacji, saopha nie podlegali administracji japońskiej, ale przysięgali wierność bezpośrednio cesarzowi Japonii.
Podczas poprzedzającej odzyskanie przez Birmę niepodległości konferencji w Panglong, saopha zgodzili się na przyłączenie ich ziem do Birmy z zastrzeżeniem, że w przyszłej konstytucji będą mieli zagwarantowaną autonomię oraz możliwość wyprowadzenia stanu Szan z Unii Birmańskiej po 10 latach.
Po odzyskaniu przez Birmę niepodległości wszystkie państwa Szanów znalazły się w jednym stanie Szan. Saopha zapewnili sobie wpływy zarówno na szczeblu stanowym, jak i krajowym zajmując 25 miejsc w Izbie Narodowości Unii oraz formując Radę Stanu. Jeden z saopha został prezydentem kraju, a inny – ministrem spraw zagranicznych. Na terenie swych tradycyjnych domen dysponowali oni w ograniczonym zakresie władzą sądowniczą, stanowili władzę administracyjną oraz posiadali prawo nakładania podatków i zbierania innych danin.
Sytuacja ta nie utrzymała się długo. W rozpowszechnionej wśród birmańskiej klasy politycznej ideologii socjalistycznej brak było miejsca dla przeżytku feudalizmu, za jaki uznano saopha. Począwszy od roku 1950 rząd Unii Birmy zaczął ograniczać autonomię stanu Szan odbierając saopha uprawnienia sądownicze. Obniżyło to ich autorytet wśród podległej ludności. W roku 1952 większość południowych obszarów stanu Szan trafiła pod zarząd administracji wojskowej, co pociągnęło za sobą odsunięcie od władzy tamtejszych saopha. Próbując ratować swój autorytet wśród Szanów, część saopha założyła w 1957 roku Partię Jedności Stanu Szan (ang. Shan State Unity Party), której celem było wyprowadzenie stanu Szan z Unii Birmańskiej na drodze konstytucyjnej. Gdy zamiar ten nie powiódł się, w 1958 roku radykalna młodzież arytokratyczna utworzyła Armię Niepodległości Stanu Szan (ang. Shan State Independence Army), która od marca roku następnego podjęła walkę zbrojną z armią birmańską. Wreszcie, w 1959 saopha zostali zmuszeni do zrzeczenia się swej władzy administracyjnej w zamian za rekompensatę finansową oraz prawo do zatrzymania tytułów i osobistych posiadłości.
Po zamachu stanu z 1962 roku część saopha została aresztowana, inni udali się na wygnanie, a jeszcze inni przyłączyli do antyrządowej partyzantki.

## Rezydencjesaopha

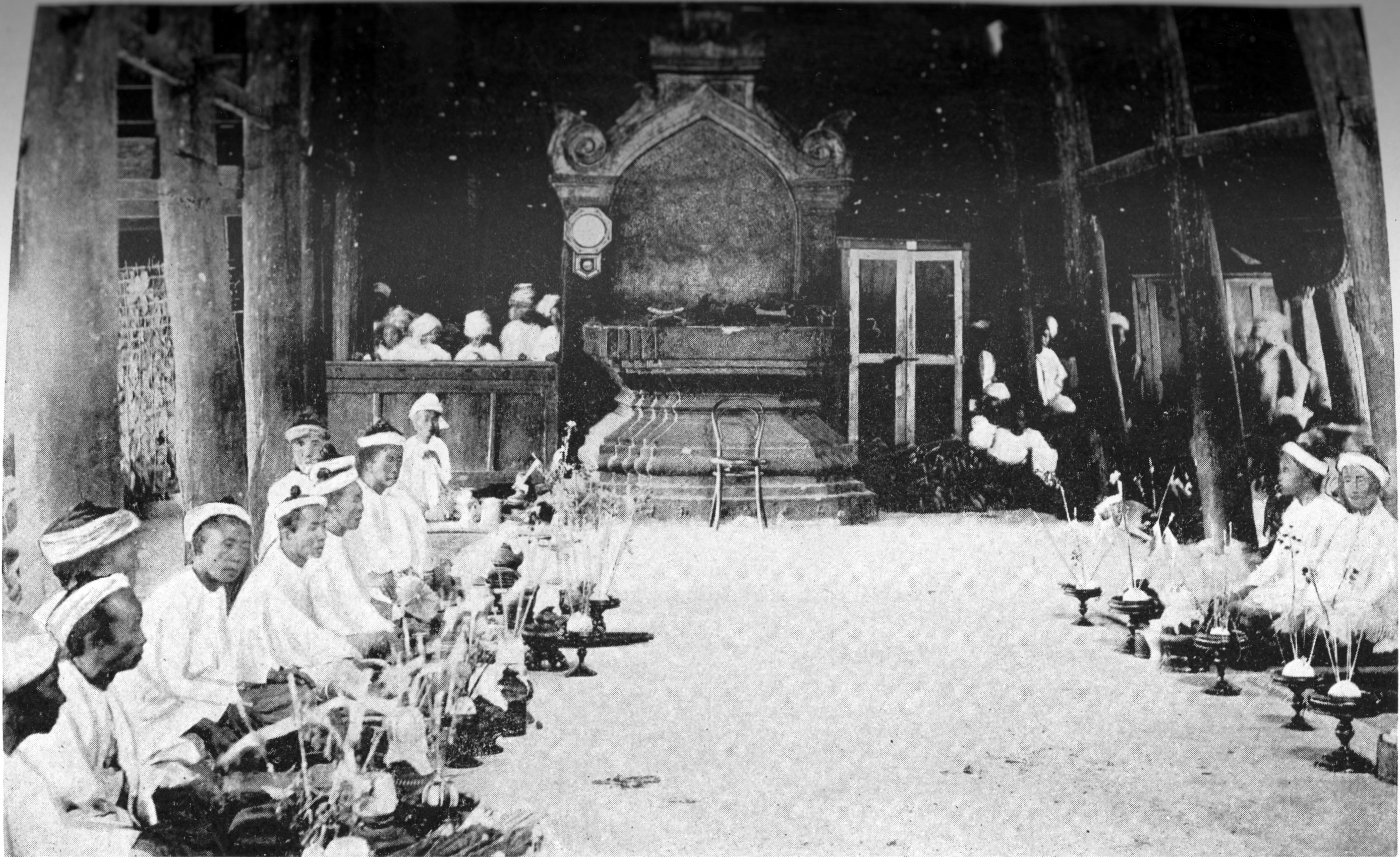
Ministrowie dworu saopha zgromadzeni w jego rezydencji

Rezydencje saopha, nazywane haw, były najczęściej stosunkowo prostymi strukturami zbudowanymi z drewna. Haw władców najbogatszych spośród państw Szanów – Thipaw, Kengtungu czy Nyaungshwe – były już jednak budowlami dosyć skomplikowanymi, wzniesionymi z drewna tekowego i naśladującymi konstrukcję pałacu królewskiego w Mandalaj z elementami stylów indyjskiego i, za rządów brytyjskich, europejskiego. Po utracie władzy przez saopha ich rezydencje popadły w ruinę. Dobrze zachowana haw w Kengtungu została w 1991 roku zamieniona przez władze wojskowe w hotel turystyczny.

## Znanisaopha
- Sao Shwe Thaik – ostatni saopha Nyaungshwe, był pierwszym prezydentem niepodległej Birmy.
- Thohanbwa – w 1527 zdobył Ava i poczynił w mieście znaczne zniszczenia. W świadomości społecznej Birmańczyków odgrywa rolę podobną, jak Attyla u Europejczyków[12].